# 杉本町駅
杉本町駅（すぎもとちょうえき）は、大阪府大阪市住吉区杉本三丁目にある、西日本旅客鉄道（JR西日本）阪和線の駅である。駅番号はJR-R26。副駅名は、大阪市立大学前。

## 概要
かつては、八尾駅が起点の関西本線貨物支線（阪和貨物線）の終点であり、2004年までは線路保全のために1日1往復運行する回送列車（錆取り列車）が運転されていた。同線は2004年7月1日に営業が休止され、2009年3月31日付で正式に廃線となった。
またかつては、当駅で天王寺駅方面へと折り返す普通も運行されていた。

## 歴史
- 1929年（昭和4年）7月18日：阪和電気鉄道が阪和天王寺駅（現在の天王寺駅） - 和泉府中駅で開業した際に、同線の停留場として開業[3]。
- 1933年（昭和8年）
  - 1月23日：認可により駅（停車場）に昇格[3]。
  - 4月28日：駅本屋増築願届出[4]。
- 1934年（昭和9年）7月3日：駅設計変更願届出（8月23日認可）[4]。
- 1939年（昭和14年）上半期：側線を増強し配線変更[5]。
- 1940年（昭和15年）12月1日：南海鉄道への吸収合併により、南海山手線の駅となる[1]。
- 1944年（昭和19年）5月1日：戦時買収により国有化され、運輸通信省（後の日本国有鉄道）阪和線の駅となる[1]。
- 1947年（昭和22年）：駅舎改築[6]。
- 1952年（昭和27年）9月1日：関西本線貨物支線（八尾駅 - 杉本町駅間）が開業し、当駅に乗り入れる[1]。
- 1955年（昭和30年）10月1日：貨物の取り扱いを廃止[3]。
- 1972年（昭和47年）8月1日：荷物扱い廃止[3]。
- 1985年（昭和60年）12月25日：鉄骨2階建ての駅舎に改築[6]。
- 1987年（昭和62年）4月1日：国鉄分割民営化により、西日本旅客鉄道（JR西日本）の駅となる[1]。
- 1993年（平成5年）7月1日：阪和線運行管理システム（初代）導入。
- 1998年（平成10年）5月21日：自動改札機を設置し、供用開始[7]。
- 2003年（平成15年）11月1日：ICカード「ICOCA」の利用が可能となる[8]。
- 2006年（平成18年）7月29日：1・3番のりばにステンレス製の安全柵を設置。
- 2009年（平成21年）3月31日：関西本線貨物支線（八尾駅 - 杉本町駅間）廃止[2]。
- 2012年（平成24年）3月11日：東口改札を新設。既存の西口をバリアフリー化（エレベーター新設・階段昇降機新設）。
- 2013年（平成25年）9月28日：阪和線運行管理システムを2代目のものに更新。
- 2018年（平成30年）3月17日：駅ナンバリングが導入され、使用を開始。
- 2024年（令和6年）11月30日：みどりの窓口の営業を終了[9]。

## 駅構造
改札口は西口・東口と無人(自動改札とコールセンターへのカメラ付き問合せ用インターホン付)の西口(エレベーター専用)改札の3箇所ある。
島式ホーム2面4線を有する地上駅で、快速電車および特急列車の待避が行われている。有効長は6両編成分。駅舎は上り線西側の天王寺寄りにあり、各ホームへは跨線橋で結ばれている。跨線橋は旧阪和電鉄創業当時の面影を色濃く残しているが、ホーム幅員の狭さ (4.5m) とともに当駅のバリアフリー化を阻む要因となっている。
堺市駅が管轄している直営駅で、JRの特定都区市内制度における「大阪市内」に属しており、阪和線の大阪市の駅としては最も南に位置している。ICカード「ICOCA」を利用することができる（相互利用可能ICカードはICOCAの項を参照）。
以前は堺市駅より地区駅長が配属されていたが、現在は、運輸助役(内勤助役)・運転係・駅員が配置されている。

### のりば
| のりば | 路線     | 方向 | 行先                       |
| ------ | -------- | ---- | -------------------------- |
| 1      | R 阪和線 | 上り | （通過列車のみのため閉鎖） |
| 2      | 阪和線   | 上り | 天王寺・大阪方面           |
| 3      | R 阪和線 | 下り | （通過列車のみのため閉鎖） |
| 4      | 阪和線   | 下り | 鳳・関西空港・和歌山方面   |

- 奇数番線（1・3番のりば）が本線、偶数番線（2・4番のりば）が待避線であるが、2006年7月29日付で1・3番のりばにステンレス製の安全柵が整備された。現在停車列車はすべて2・4番のりばを使用している。

### 線路配置
西側から1番線（上り本線）、2番線（上り待避線）、3番線（下り本線）、4番線（下り待避線）、5番線（阪和貨物線）となっている。
阪和貨物線へ送り込むための待避線である6番線が駅の南側の上下線の間にあり、駅構内の上り待避線の2番線へとつながっている。かつては、駅南の踏切辺りでバラストによって2番線につながる部分が塞がれており（天王寺方面からの杉本町行きの列車に対する安全側線の意味もあった）、待避線は阪和貨物線のためだけに使われていた。しかし、関西空港線の開業に合わせてバラストは撤去され、阪和貨物線に入る列車がいない時は6番線経由で2番線に入るようになった。これにより、僅かではあるが普通列車の待避時間が短縮された。踏切部分にあるポイントは、6番線 - 2番線間をバラストで塞いでいた当時の名残であり、現在でも線路磨きを兼ねてこのポイントを通る列車がある。なお、6番線から5番線へのポイントはすでに使用停止になっており、5番線も阪和線から分かれる辺りに簡易な車止めが設置されている。
かつては天王寺寄りに上下渡り線があったが、高架工事を機に撤去された。

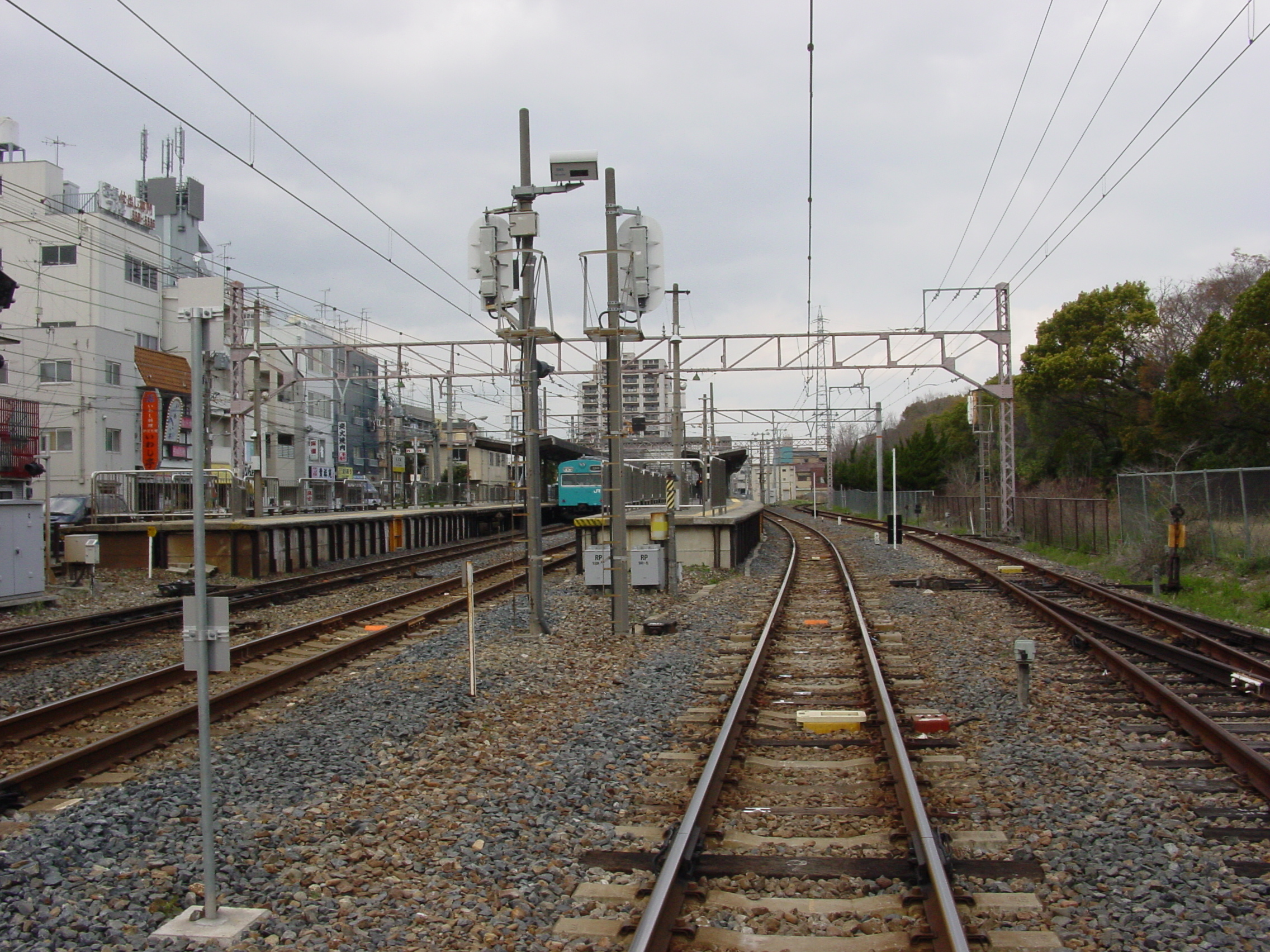
駅ホーム。一番右側の線路は阪和貨物線。
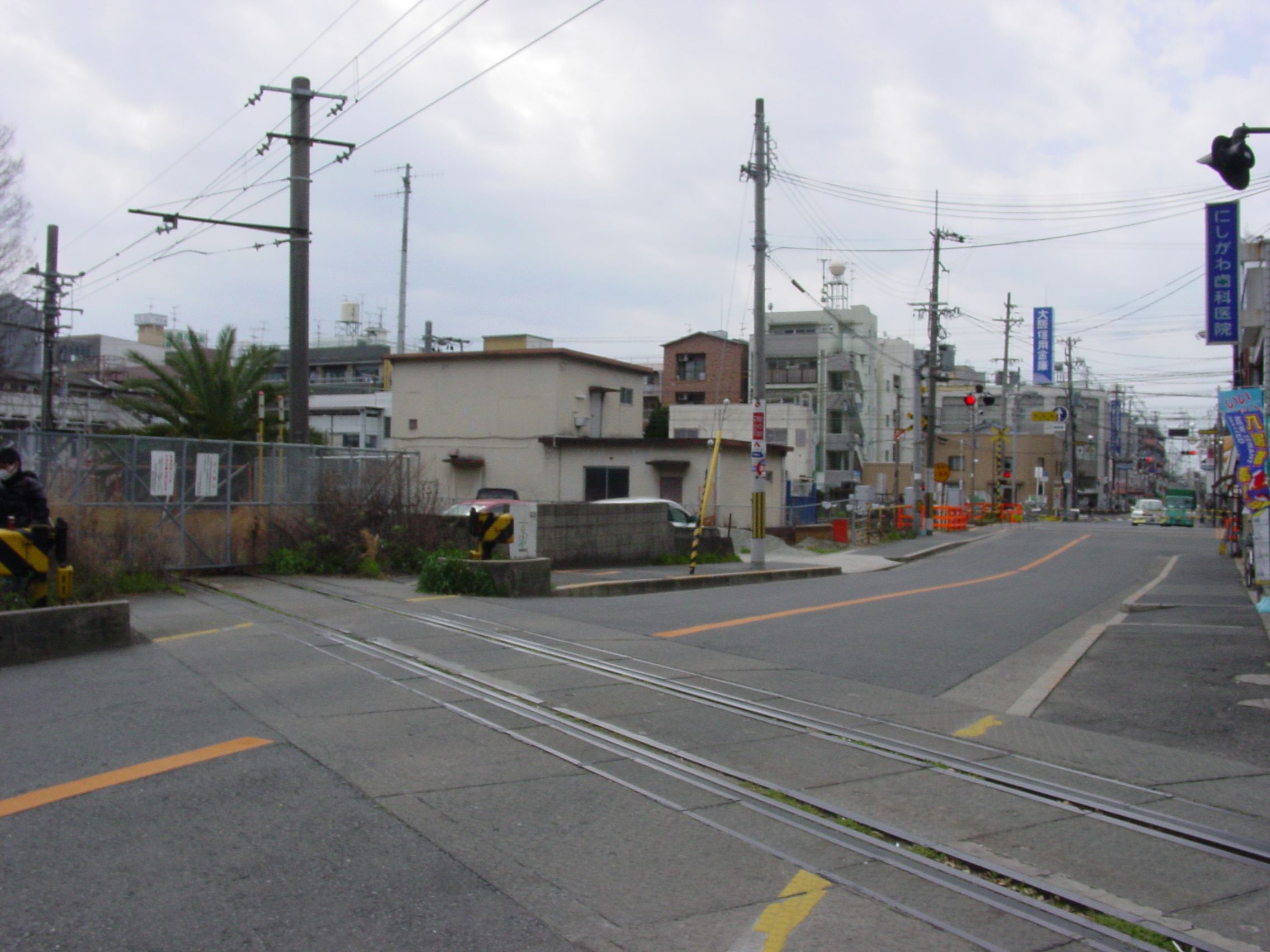
手前が阪和貨物線、奥の踏切は阪和線。

## 開かずの踏切問題・東口設置計画

### 開かずの踏切
駅の北側に杉本町北一と北二、南側に杉本町南一踏切があり、国土交通省から開かずの踏切に指定されている。2004年に阪和線美章園駅 - 我孫子町駅間の上り線（天王寺方面）が、2006年には下り線も同区間で高架化されたが、着工当時は関西本線貨物支線（阪和貨物線）に列車が走っていたため、杉本町駅の高架化は見送られた。しかしその後、大阪市が主体で立体交差化の着手を進める予定となった。

### 東口

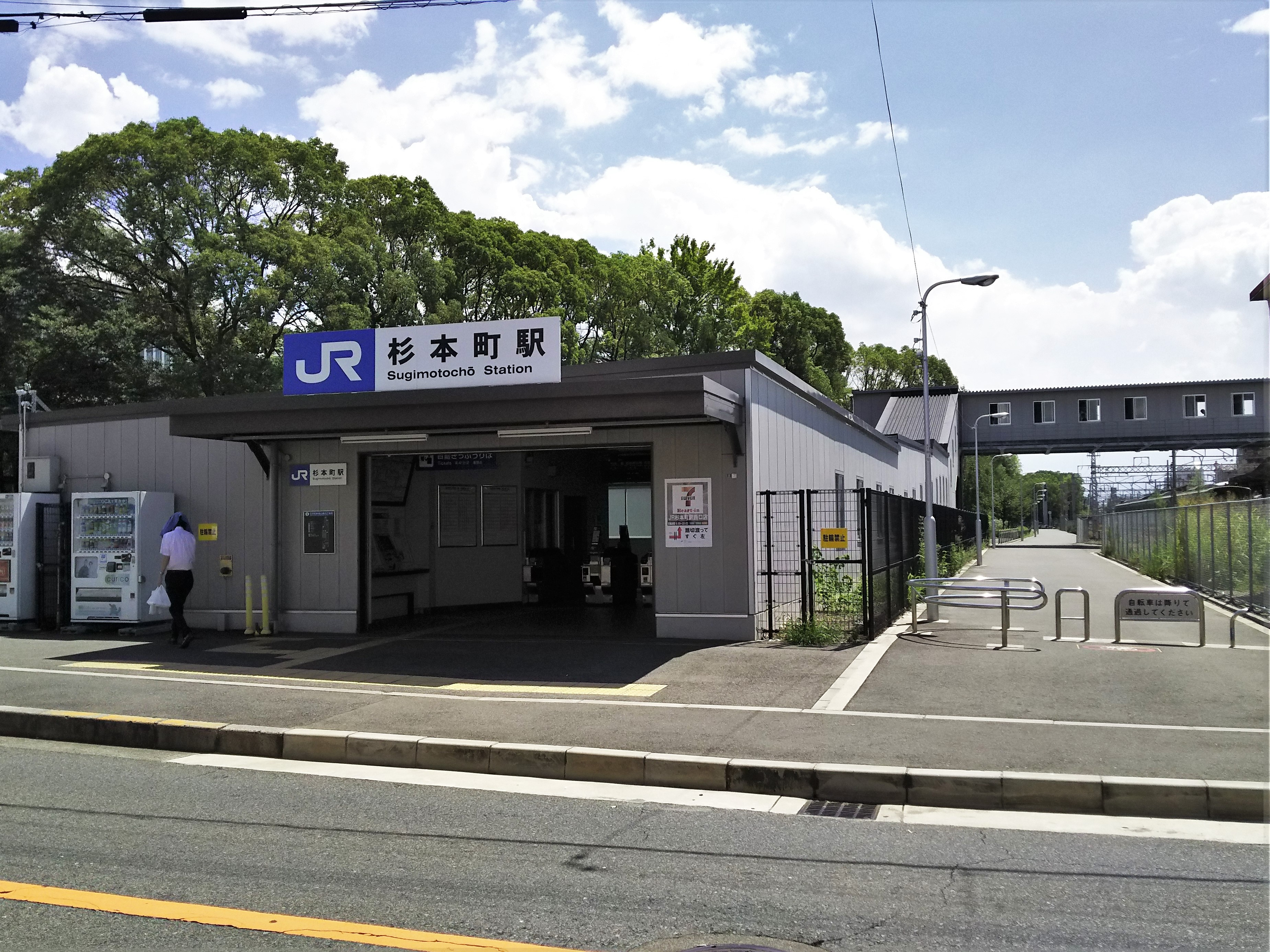
東口（2016年8月）

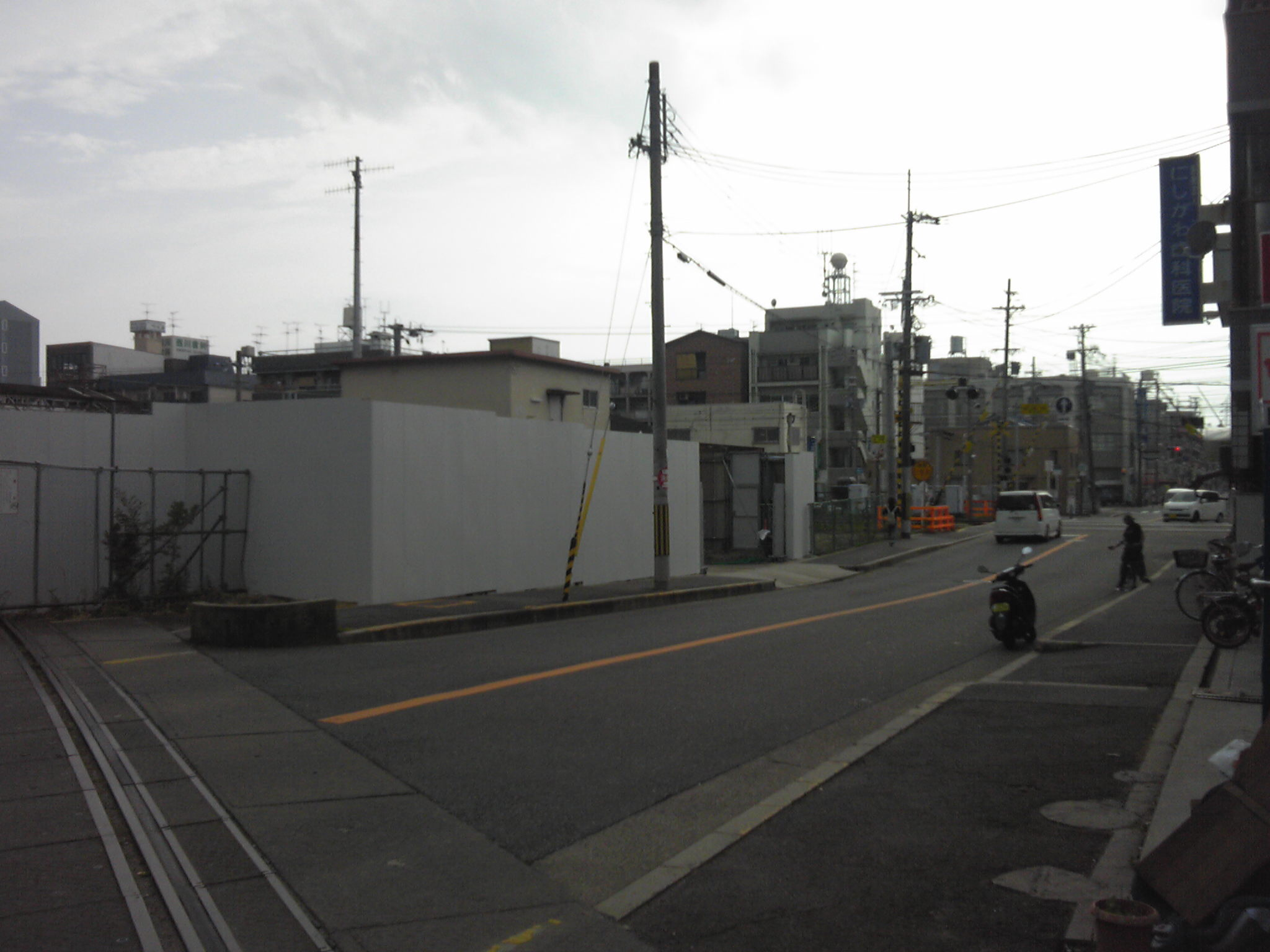
工事中の東改札口（2011年7月）

前述の通り、この駅の改札口は西側にしかなく、大阪市立大学（現大阪公立大学）など駅の東側に行くには前述の踏切を渡らなければならなかった。停留場としての開業当時は東側（大阪市立大学がある側）に改札口が設けられたが、第二次世界大戦後にGHQが大阪市立大学を全面接収すると、セキュリティ上の理由から現在の位置に改札口が移設された。MBS『VOICE』の「憤懣本舗」ではGHQの時代で話が終わっているが、昭和30年頃に国鉄が改めて東側に改札を開設しようとしたところ、今度は西側出口周辺の商店街店主を中心とした反対活動が起こり、国鉄側も設置に消極的な状況が続いていた。
2008年7月「JR杉本町駅東口設置推進の会」が大阪市立大学の教員有志や地域自治会の賛同者などで設立され、以後活発な東口設置運動が展開された。数度にわたるシンポジュウムで理解を深め賛同者を増やし、バリアフリー法による住民提案を行ったが大阪市の受け入れるところとならず、推進の会を中心とする東口設置に関する協議会が作られ、地域住民も一体になって1万3千名にもの署名を集めるなど、危険な踏切を渡らずに駅東側への安全な東口設置への促進が強力に行われ、2011年6月に東口改札の工事が着工された（着工当時はJR西日本と大阪市は2012年度7月30日を完工予定と発表していた）。
その後、当初発表されていた予定よりも大幅に前倒しされ、2012年3月11日（既存西口のバリアフリー化「エレベータ新設・階段昇降機新設 等」と合わせて）供用が開始された。
この東口開設に伴い、大阪市立大学は「北西門」を新設した（北西門は学生・教職員からの名称募集を行い、のちに「杉本門」と決定される）。また大阪市建設局は東口から杉本町駅南踏切東側（大阪市立大学本館地区側）へのアクセスを改善するため、駅東側に「歩行者用南北通路（住吉区第2564号線）」を着工し、2012年12月19日に開通した。

## 利用状況
2023年（令和5年）度の一日平均乗車人員は8,385人である。大阪公立大学杉本キャンパスの最寄り駅であり、特に学生利用が終日多い駅である。阪和線の普通列車のみ停車する駅では利用者数が最も多い。ただし2020年度に限り新型コロナウイルス感染拡大による大幅な利用者数減少で上野芝駅と津久野駅を下回った。
各年度の1日の平均乗車人員は以下の通りである。
| 年度               | 1日平均 乗車人員 | 出典          |
| ------------------ | ---------------- | ------------- |
| 1988年（昭和63年） | 9,591            | [ 大阪府 1 ]  |
| 1989年（平成元年） | 9,543            | [ 大阪府 1 ]  |
| 1990年（平成02年） | 9,756            | [ 大阪府 2 ]  |
| 1991年（平成03年） | 9,865            | [ 大阪府 3 ]  |
| 1992年（平成04年） | 10,030           | [ 大阪府 4 ]  |
| 1993年（平成05年） | 10,182           | [ 大阪府 5 ]  |
| 1994年（平成06年） | 10,208           | [ 大阪府 6 ]  |
| 1995年（平成07年） | 10,408           | [ 大阪府 7 ]  |
| 1996年（平成08年） | 10,206           | [ 大阪府 8 ]  |
| 1997年（平成09年） | 9,943            | [ 大阪府 9 ]  |
| 1998年（平成10年） | 9,595            | [ 大阪府 10 ] |
| 1999年（平成11年） | 9,345            | [ 大阪府 11 ] |
| 2000年（平成12年） | 9,082            | [ 大阪府 12 ] |
| 2001年（平成13年） | 8,945            | [ 大阪府 13 ] |
| 2002年（平成14年） | 8,692            | [ 大阪府 14 ] |
| 2003年（平成15年） | 8,654            | [ 大阪府 15 ] |
| 2004年（平成16年） | 8,607            | [ 大阪府 16 ] |
| 2005年（平成17年） | 8,629            | [ 大阪府 17 ] |
| 2006年（平成18年） | 8,934            | [ 大阪府 18 ] |
| 2007年（平成19年） | 9,014            | [ 大阪府 19 ] |
| 2008年（平成20年） | 9,079            | [ 大阪府 20 ] |
| 2009年（平成21年） | 8,964            | [ 大阪府 21 ] |
| 2010年（平成22年） | 8,953            | [ 大阪府 22 ] |
| 2011年（平成23年） | 8,938            | [ 大阪府 23 ] |
| 2012年（平成24年） | 8,921            | [ 大阪府 24 ] |
| 2013年（平成25年） | 9,195            | [ 大阪府 25 ] |
| 2014年（平成26年） | 8,968            | [ 大阪府 26 ] |
| 2015年（平成27年） | 9,256            | [ 大阪府 27 ] |
| 2016年（平成28年） | 9,245            | [ 大阪府 28 ] |
| 2017年（平成29年） | 9,181            | [ 大阪府 29 ] |
| 2018年（平成30年） | 9,095            | [ 大阪府 30 ] |
| 2019年（令和元年） | 9,156            | [ 大阪府 31 ] |
| 2020年（令和02年） | 5,869            | [ 大阪府 32 ] |
| 2021年（令和03年） | 7,290            | [ 大阪府 33 ] |
| 2022年（令和04年） | 8,097            | [ 大阪府 34 ] |
| 2023年（令和05年） | 8,385            | [ 大阪府 35 ] |

## 駅周辺
- 大阪公立大学杉本キャンパス
- 浪速高等学校・中学校
- 建国高等学校・中学校・小学校・幼稚園
- 大阪市立山之内小学校
- 山之内保育園
- 長崎堂住吉店
- 日本郵便住吉山之内三郵便局

### バス路線
最寄停留所は杉本町駅前および山之内四丁目となる。以下の路線が乗り入れ、大阪シティバスにより運行されている。
- 65号系統：矢田行基大橋 / 府立総合医療センター

## 隣の駅
西日本旅客鉄道（JR西日本）
 阪和線
■関空快速・■紀州路快速・■快速・■直通快速・■区間快速
通過
■普通
我孫子町駅 (JR-R25) - 杉本町駅 (JR-R26) - 浅香駅 (JR-R27)

### かつて存在した路線
西日本旅客鉄道
関西本線貨物支線（阪和貨物線）
八尾駅 - （久宝寺駅） - 杉本町駅

### 記事本文

### 利用状況
1. ↑  大阪府統計年鑑 - 大阪府
2. ↑  大阪市統計書 - 大阪市

#### 大阪府統計年鑑
1. 1 2  大阪府統計年鑑（平成2年） (PDF)
2. ↑  大阪府統計年鑑（平成3年） (PDF)
3. ↑  大阪府統計年鑑（平成4年） (PDF)
4. ↑  大阪府統計年鑑（平成5年） (PDF)
5. ↑  大阪府統計年鑑（平成6年） (PDF)
6. ↑  大阪府統計年鑑（平成7年） (PDF)
7. ↑  大阪府統計年鑑（平成8年） (PDF)
8. ↑  大阪府統計年鑑（平成9年） (PDF)
9. ↑  大阪府統計年鑑（平成10年） (PDF)
10. ↑  大阪府統計年鑑（平成11年） (PDF)
11. ↑  大阪府統計年鑑（平成12年） (PDF)
12. ↑  大阪府統計年鑑（平成13年） (PDF)
13. ↑  大阪府統計年鑑（平成14年） (PDF)
14. ↑  大阪府統計年鑑（平成15年） (PDF)
15. ↑  大阪府統計年鑑（平成16年） (PDF)
16. ↑  大阪府統計年鑑（平成17年） (PDF)
17. ↑  大阪府統計年鑑（平成18年） (PDF)
18. ↑  大阪府統計年鑑（平成19年） (PDF)
19. ↑  大阪府統計年鑑（平成20年） (PDF)
20. ↑  大阪府統計年鑑（平成21年） (PDF)
21. ↑  大阪府統計年鑑（平成22年） (PDF)
22. ↑  大阪府統計年鑑（平成23年） (PDF)
23. ↑  大阪府統計年鑑（平成24年） (PDF)
24. ↑  大阪府統計年鑑（平成25年） (PDF)
25. ↑  大阪府統計年鑑（平成26年） (PDF)
26. ↑  大阪府統計年鑑（平成27年） (PDF)
27. ↑  大阪府統計年鑑（平成28年） (PDF)
28. ↑  大阪府統計年鑑（平成29年） (PDF)
29. ↑  大阪府統計年鑑（平成30年） (PDF)
30. ↑  大阪府統計年鑑（令和元年） (PDF)
31. ↑  大阪府統計年鑑（令和2年） (PDF)
32. ↑  大阪府統計年鑑（令和3年） (PDF)
33. ↑  大阪府統計年鑑（令和4年） (PDF)
34. ↑  大阪府統計年鑑（令和5年） (PDF)
35. ↑  大阪府統計年鑑（令和6年） (PDF)